# Augustusbogen (Susa)

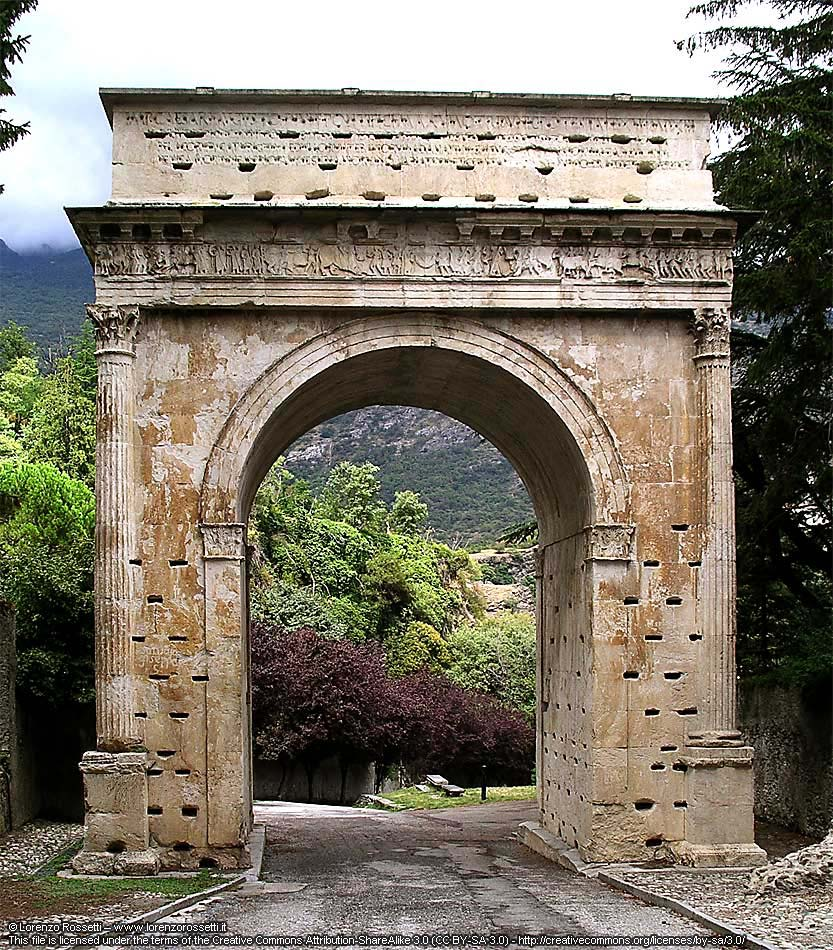
Augustusbogen in Susa, Südseite

Der Augustusbogen in Susa, dem antiken Segusio, ist ein eintoriger Ehrenbogen, der im Jahr 9/8 v. Chr. zu Ehren von Kaiser Augustus errichtet wurde. Der überwiegend in Marmor ausgeführte Bogen ist das besterhaltene Monument dieser Art in Norditalien. Seine Inschrift nennt als Stifter den Ligurerkönig Marcus Iulius Cottius und zählt in diesem Zusammenhang die 14 zum Königreich gehörenden Völkerschaften auf.
Vertreter dieser 14 Völkerschaften wurden auch auf dem rund 33 Meter langen Fries, der das Gebälk des Bogens an vier Seiten schmückte, dargestellt. Hauptthema des Frieses waren aber die auf den Fassaden gezeigten Suovetaurilia, die Opfer von Eber, Widder und Stier. Während die Frieskomposition in der Tradition erzählerischer Reliefs der römischen Kunst steht, ist die schablonenhafte Ausführung ein Element des gallo-römischen Kunststils. Ziel seiner bildhaften Botschaft war ein lokales Publikum.

## Lage
Der Bogen erhob sich über der via Cottia, einer wichtigen Straße, die Augusta Taurinorum, das heutige Turin, mit Vapincum, dem heutigen Gap, verband. Sie führte durch das Susatal über den 1850 Meter hoch gelegenen Pass am Matrona Mons durch die Cottischen Alpen. Der Baugrund selbst lag auf einer Anhöhe im Westen der Stadt und war Teil eines als sakral anzusprechenden Areals. Abgesehen von einem Altar und von Ädikulä befand sich hier das sogenannte Heroon des Cottius. Die Achse des Bogens ist auf den Gipfel des etwa 3500 Meter hohen Rocciamelone ausgerichtet, was wie der sakrale Bauzusammenhang von einer nicht allein nach rationalen Gesichtspunkten gewählten Positionierung zeugt. Für ein derartiges Ehrenmonument ist beides ungewöhnlich. Der Bogen stand außerhalb der allerdings erst im 3. Jahrhundert errichteten Stadtmauer. In unmittelbarer Nähe wurden zudem die Reste eines größeren Komplexes gefunden, möglicherweise die Residenz des römischen Präfekten.

## Architektur

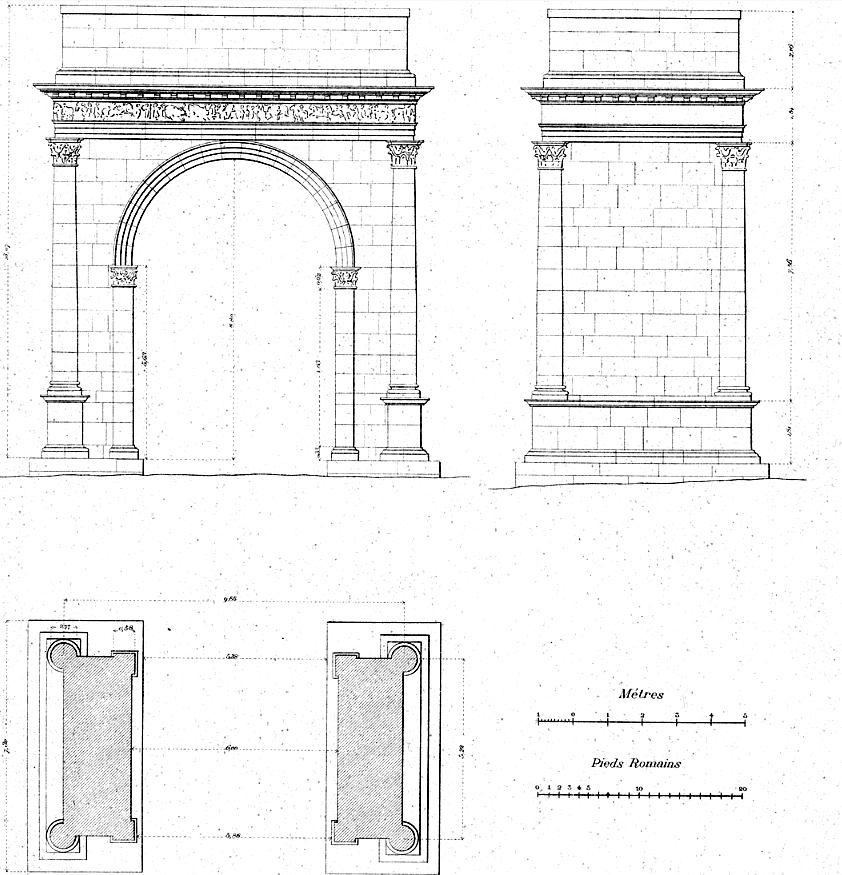
Aufrisse und Plan

Der eintorige, aus weißem Marmor der Brüche von Foresto errichtete Bogen hat eine Höhe von 13,30 Metern, eine Breite von 11,93 Metern und eine Tiefe von 7,30 Metern. Die lichte Weite seines Durchgangs misst 5,38 Meter bei einer Höhe von 8,80 Metern. Das Fundament des Bogens ist aus grauem Kalkstein gebildet.
Die Bogenpfeiler sind an den Ecken mit je einer kannelierten Dreiviertelsäule zuseiten des Durchgangs versehen. Sie stehen auf den Pfeileraußenseiten vorgeblendeten postamentartigen Sockeln von 1,81 Metern Höhe aus dem grauen Kalkstein des Fundaments. Sie wirken frontal betrachtet wie Einzelpostamente. Die 7,56 Meter hohen Säulen besitzen attische Basen und werden von Kapitellen korinthischer Ordnung bekrönt. Sie tragen ein 1,54 Meter hohes, ionisches Gebälk aus Drei-Faszien-Architrav und umlaufendem skulptierten Fries, dessen Ostseite allerdings zerstört ist. Entgegen der kanonischen Lösung, bei der die Höhe der drei Archivtravbänder nach oben zunimmt, wurde in Susa das Schema umgekehrt: Die untere Faszie ist die höchste, die obere die niedrigste. Über dem Gebälk folgt ein an der Unterseite mit Konsolen verziertes Horizontalgeison. Die Kassetten zwischen den Konsolen sind zumeist mit Rosetten gefüllt, doch gibt es an der Ostseite als Ausnahmen eine Kassette mit der Darstellung eines Adlers, eine weitere weist ein Blatt mit einer Eidechse als Dekor auf. Eine 2,16 Meter hohe Attika, die auf ihren Fassaden zwei annähernd identische Inschriften aus Metallbuchstaben trug, schließt den Bogen nach oben ab.
Der Bogen des Durchgangs ruht auf flachen, 5,63 Meter hohen Pilastern, die in korinthisierenden Pilasterkapitellen enden. Die Archivolte ist wie der Architrav des Gebälkes in drei Bänder gegliedert. Das Tonnengewölbe des Bogens weist keine Dekoration auf. Ebenso sind die Pfeilerwände und die Wände des Durchgangs undekoriert.

## Inschrift
Die Fassaden der Attika trugen zwei weitgehend identische Inschriften, die in bronzenen Buchstaben eingelassen waren. Die Inschriften umfassten jeweils vier Zeilen, wobei die obere Zeile 23 Zentimeter, die folgenden 14 Zentimeter hohe Buchstaben besaßen. Anhand der Bettungen für die Metallbuchstaben und der Dübellöcher ihrer Fixierung lassen sie sich wie folgt rekonstruieren:
IMP · CAESARI · AVGVSTO · DIVI · F · PONTIFICI · MAXVMO · TRIBVNIC · POTESTATE · XV · IMP · XIII

M · IVLIVS · REGIS · DONNI · F · COTTIVS · PRAEFECTVS · CEIVITATIVM · QVAE · SVBSCRIPTAE · SVNT · SEGOVIORVM · SEGVSINORVM

BELACORVM · CATVRIGVM · MEDVLLORVM · TEBAVIORVM · ADANATIVM · SAVINCATIVM · ECDINIORVM · VEAMINIORVM

VENISAMORVM · IEMERIORVM · VESVBIANIORVM · QVADIATIVM · ET · CEIVITATES · QVAE · SVB · EO · PRAEFECTO · FVERVNT
„Dem Imperator Caesar Augustus, Sohn des Divus, Pontifex Maximus, zum 15. Mal Inhaber der tribunizischen Gewalt, zum 13. Mal Imperator

Marcus Iulius Cottius, Sohn des Rex Donnus, Präfekt der Civitates, die untenhin geschrieben sind: Segovier, Segusiner, 

Belacer, Caturiger, Meduller, Tebavier, Adanater, Savincater, Ecdinier, Veaminier, 

Venisamer, Iemerier, Vesubianier, Quadiater, und die Civitates, die unter seiner Präfektur waren.“
Die beiden Inschriften unterscheiden sich lediglich in einem abschließenden P der ersten Zeile auf der Nordseite, das möglicherweise zu P[ater (P)atriae], „Vater des Vaterlandes“, zu ergänzen ist. Da Augustus diesen Titel erst im Jahr 2 v. Chr. verliehen bekam, wurde die Inschrift vermutlich nachträglich erweitert. Die Titulatur des Augustus datiert die Inschrift in das Jahr 9/8 v. Chr. 
Neben den aufgezählten 14 civitates umfasste das Kleinkönigreich des Stifters Cottius der Inschrift zufolge ursprünglich weitere Völkerschaften, die zum Zeitpunkt der Inschriftensetzung nicht mehr unter der Präfektur des Cottius standen, wenn man die Inschrift in einem literarischen Sinn liest („die unter seiner Präfektur waren“). Fasst man das civitates quae sub eo praefecto fuerunt hingegen als Formel auf, wie sie auch auf Militärdiplomen auftaucht, dann sind die neben Cottius als Stifter auftretenden civitates in den zuvor aufgezählten und ebenfalls im Nominativ genannten Völkerschaften wiederzuerkennen. Damit wären sie weiterhin unter der Präfektur des Cottius gestanden.

## Fries

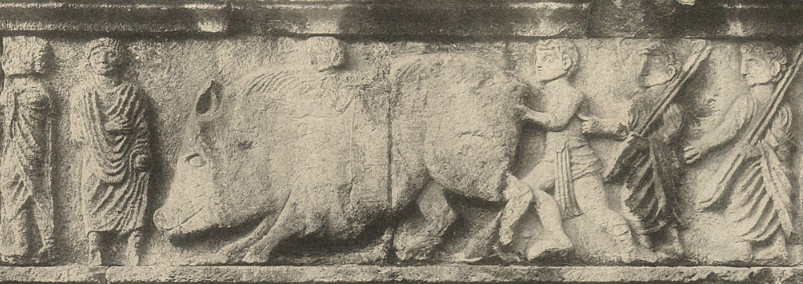
Detail des Nordfrieses

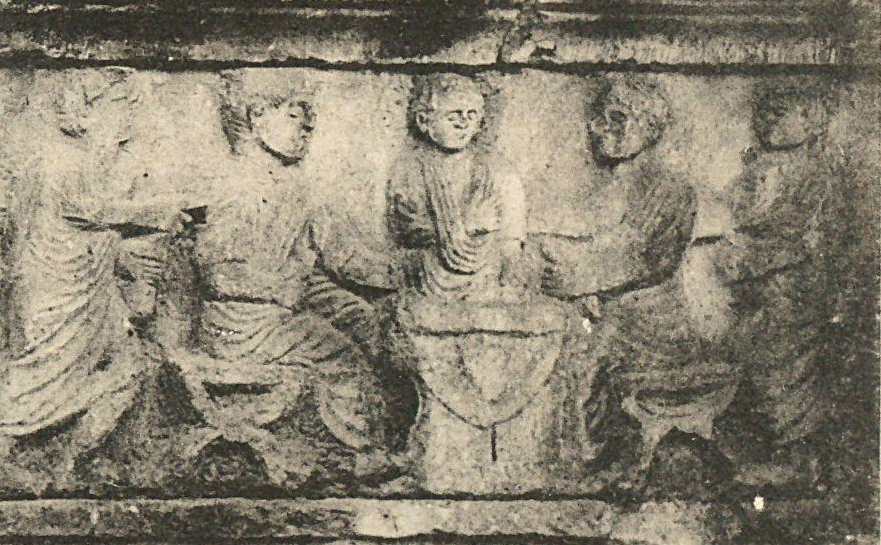
Westfries, „Tischgruppe“

Der Bogen weist als ältestes Monument seiner Art einen umlaufenden Relieffries auf. Dessen Gesamtlänge beläuft sich auf 33,20 Meter, von denen je 10,75 Meter auf die Fassaden und 5,85 Meter auf die Schmalseiten entfallen. Die Höhe des Frieses beträgt 0,52 Meter.
Die nicht in allen Details zu deutenden Darstellungen zeigen auf der Nord- und der Südseite Opferszenen, während die einzig erhaltene westliche Schmalseite „offizielle“ Handlungen zeigt.
Zentrales Thema der Nordseite sind Suovetaurilia, Opfer von Eber, Widder und Stier, die an einem in der Mitte befindlichen und mit Girlanden zwischen Bukranien geschmückten Altar vollführt werden sollen. Zuseiten des Altars stehen zwei Personen in der Toga capite velato, das heißt mit rituell bedecktem Haupt. Flankiert werden sie von weiteren Togati. Die Gruppe wird zumeist auf Cottius, dessen Söhne sowie Vertreter des Augustus – etwa Drusus, Tiberius oder Agrippa – bezogen, ohne dass eine Klärung oder konkrete Zuordnung möglich wäre. Sie sind im Begriff, ein Lustrum genanntes Reinigungsopfer durchzuführen. Entsprechend werden Trankopfer vorbereitet, für die ein Opferdiener eine Patera, eine für das Trankopfer benötigte Spendenschale, herbeibringt. Von den Seiten werden die Opfertiere von Opferdienern und dem für die Tötung zuständigen Victimarius herbeigeführt. Es folgen links und rechts je eine Gruppe von fünf Personen, die Axt, Krummstab, Tuba oder Lituus mit sich führen. Je zwei Reiter schließen sich seitlich an, gefolgt von je fünf keltischen Fußsoldaten.
Der Fries der Westseite bringt Vertreter der 14 von Cottius regierten Völkerschaften zur Darstellung. Sie nähern sich zunächst Tischen, die in den Seitenbereichen des Frieses aufgestellt sind und an denen Sekretäre oder Beamte sitzen. Nach der dort vorgenommenen Anmeldung werden sie zur Szene in der Mitte des Frieses vorgelassen. Hier sitzen um einen Altar oder einen Marmortisch drei Personen, wobei die hinter dem Tisch befindliche und in ihren Proportionen kleiner wirkende Figur auch stehend gedacht werden kann. Die Figuren zuseiten des Tischs sitzen auf einer sella curulis, einem Amtsstuhl, was ihren Rang unterstreicht. Möglicherweise handelt es sich bei dieser Dreiergruppe um Augustus, Cottius und einen Vertreter der Stadt. Flankiert werden sie unter anderem von je drei Liktoren, was den privilegierten Status der zentralen Gruppe hervorhebt. Von den Seiten nähern sich Vertreter der civitates mit Volumina in Händen. Sie sind entweder auf dem Weg, einen zwischen Cottius und den Römern geschlossenen Vertrag, ein foedus, zu besiegeln oder sich einem Census zu stellen.
Wie der Nordfries zeigt der Fries der Südfassade eine Opferszene, deren Aufbau weitgehend dem nördlichen Fries folgt. Die Ränder der Szenerie werden hier aber von je einer heroisch nackten, lediglich mit einem auf der Schulter fixierten Mäntelchen bekleideten Gestalt eingenommen. Sie halten ein jeweils nach außen gewandtes Pferd am Zaumzeug. In ihnen möchte man das durch das Opfer bedachte Zwillingspaar der Dioskuren erkennen.
Von der fast gänzlich zerstörten Ostseite des Frieses lassen sich lediglich die Reste zweier zu Fuß gehender Personen an der nördlichen Ecke erkennen. Eine Deutung der dargestellten Szene ist nicht möglich.

## Stellung
Der Augustusbogen von Susa ist das besterhaltene Monument dieser Art in Norditalien und nach dem 25 v. Chr. errichteten Augustusbogen von Aosta auch eines der ältesten in der Region. Im Gegensatz zum älteren Bogen in Aosta, der noch korinthische Säulen mit einem dorischen Gebälk verbindet und somit eine unkanonische Lösung der korinthischen Ordnung aufweist, folgt die Architektur in Susa weitgehend stadtrömischen Vorbildern, wie sie im Verlauf des 1. Jahrhunderts v. Chr. entwickelt wurden und sich in mittelaugusteischer Zeit als verbindlich durchsetzten. Mit der dezenten Verwendung zweier unterschiedlicher Baumaterialien hebt sich der Bogen von vielen Bauten ähnlicher Zeitstellung als besonders qualitätvoll ab. Zugleich ist er das älteste Bogenmonument, an dem ein skulptierter Fries als Dekorationsmittel eingesetzt wurde.
Zu diesem qualitätvollen Befund der reinen Architektur scheint der „seltsam barbarische Relieffries“, wie Franz Studniczka 1903 schrieb, in deutlichem Widerspruch zu stehen. Man beurteilte den Fries als „Soldatenarbeit“, erst Studnicka würdigte das in derbem kerbschnittartigen Stil ausgeführte Werk als Ausdruck gallo-römischer Kunst und ordnete es in den ihm gebührenden kunsthistorischen Rahmen ein. Mittlerweile sieht man in dem Fries nicht nur das Zeugnis einer lokalen Kunstproduktion. Vielmehr führt man den offensichtlich freien Umgang mit Proportionen und die tief ausgearbeitete lineare Gestaltungsweise auf den Versuch zurück, die bildliche Information des Frieses zu akzentuieren und klar herauszustellen. Die hierfür gewählten Mittel folgen den Gesetzen symmetrischer Komposition und isokephaler Darstellungsweise, nicht aber dem „natürlichen“ Vorbild.
In ihrer erzählerischen Komposition, die zeitlich aufeinanderfolgende Ereignisse in einen gleichzeitig dargestellten gestalterischen Zusammenhang stellt, stehen die Reliefs ganz in römischer Tradition. Wenn auch die genaue inhaltliche Deutung der Reliefs weiterhin Gegenstand des wissenschaftlichen Diskurses ist, sind sie als „historische Reliefs“ anzusprechen und setzen wie diese Themen des öffentlichen Lebens, in diesem Fall Segusios und des Königreichs des Cottius, zielgerichtet in Szene. Die notwendigen formelhaften Elemente für ein lokales Publikum visuell zu unterstützen, soll der reduzierte, schablonenartige Stil seiner Relieffiguren gedient haben, die wohl auf den einheitlichen Entwurf eines Künstlers zurückzuführen sind, aber von wenigstens zwei verschiedenen Händen ausgearbeitet wurden.